# Bergatreute
Bergatreute es un municipio situado en el distrito de Ravensburg, en el estado federado de Baden-Wurtemberg (Alemania). Tiene una población estimada, a finales de 2020, de 3197 habitantes.
Se encuentra ubicado al sureste del estado, en la región de Tubinga, cerca del lago de Constanza, de la frontera con Austria, y de la orilla oeste del río Iller —un afluente derecho del Danubio— que lo separa del estado de Baviera.